# Fousseni Bamba
Pour les articles homonymes, voir Bamba.
Fousseni N'Ganon Bamba, abrégé Fousseni Bamba, né le 19 avril 1990 à Bingerville en Côte d'Ivoire, est un footballeur international guinéen, possédant également les nationalités ivoirienne et française. Il évolue au poste de milieu défensif.

## Biographie

### En club
Fousseni Bamba joue dans de nombreux clubs et pays différents d'Europe, en France mais aussi en Hongrie, en Roumanie, à Chypre, en Biélorussie et en Géorgie.

### En sélection
Il honore sa première sélection le 12 octobre 2015 lors d'un match amical contre le Maroc (score : 1-1).

## Statistiques
| Saison                | Club                  | Championnat           | Championnat | Championnat | Coupe(s) nationale(s) | Coupe(s) nationale(s) | Guinée | Guinée | Total | Total |
| Saison                | Club                  | Division              | M.          | B.          | M.                    | B.                    | M.     | B.     | M.    | B.    |
| 2008-2009             | Villemomble Sports    | CFA                   | 14          | 0           | 0                     | 0                     | -      | -      | 14    | 0     |
| 2009-2010             | Noisy-le-Sec OB93     | CFA                   | 3           | 0           | 0                     | 0                     | -      | -      | 3     | 0     |
| Sous-total            | Sous-total            | Sous-total            | 17          | 0           | 0                     | 0                     | -      | -      | 17    | 0     |
| 2009-2010             | ES Viry-Châtillon     | CFA                   | 6           | 0           | 0                     | 0                     | -      | -      | 6     | 0     |
| 2010-2011             | ES Viry-Châtillon     | CFA                   | 3           | 0           | 0                     | 0                     | -      | -      | 3     | 0     |
| Sous-total            | Sous-total            | Sous-total            | 9           | 0           | 0                     | 0                     | -      | -      | 9     | 0     |
| 2011-2012             | Szeged 2011           | NB II                 | 11          | 1           | 0                     | 0                     | -      | -      | 11    | 1     |
| 2012-2013             | Gloria Bistrița       | Liga I                | 0           | 0           | 0                     | 0                     | -      | -      | 0     | 0     |
| 2013-2014             | UJA Maccabi Paris     | CFA 2                 | 11          | 0           | 0                     | 0                     | -      | -      | 11    | 0     |
| Sous-total            | Sous-total            | Sous-total            | 22          | 1           | 0                     | 0                     | -      | -      | 22    | 1     |
| 2014-2015             | Ayia Napa FC          | First Division        | 18          | 1           | 2                     | 1                     | -      | -      | 20    | 2     |
| 2015-2016             | Ayia Napa FC          | Cyta Championship     | 15          | 1           | 1                     | 0                     | 2      | 0      | 18    | 1     |
| Sous-total            | Sous-total            | Sous-total            | 33          | 2           | 3                     | 1                     | 2      | 0      | 38    | 3     |
| 2016                  | FK Slutsk             | Vysshaya Liga         | 9           | 1           | 1                     | 0                     | -      | -      | 10    | 1     |
| 2016                  | FC Zougdidi           | Umaglesi Liga         | 2           | 0           | 1                     | 0                     | -      | -      | 3     | 0     |
| Sous-total            | Sous-total            | Sous-total            | 11          | 1           | 2                     | 0                     | -      | -      | 13    | 1     |
| Total sur la carrière | Total sur la carrière | Total sur la carrière | 92          | 4           | 5                     | 1                     | 2      | 0      | 99    | 5     |